# Campodorus tenuitarsis
Campodorus tenuitarsis är en stekelart som först beskrevs av Thomson 1894.  Campodorus tenuitarsis ingår i släktet Campodorus och familjen brokparasitsteklar. Arten är reproducerande i Sverige. Inga underarter finns listade.